# Reprezentacja Kamerunu U-17 w piłce nożnej mężczyzn
Reprezentacja Kamerunu U-17 w piłce nożnej jest juniorską reprezentacją Kamerunu zgłaszaną przez CFF. Mogą w niej występować wyłącznie zawodnicy posiadający obywatelstwo kameruńskie, urodzeni w Kamerunie lub legitymujący się kameruńskim pochodzeniem i którzy w momencie przeprowadzania imprezy docelowej (finałów Mistrzostw Afryki lub Mistrzostw Świata) nie przekroczyli 17. roku życia.

## Sukcesy
- Mistrzostwa Afryki
  - 1. miejsce (1 raz): 2003

## Występy wmistrzostwach świata
- 1985: Nie brała udziału
- 1987: Nie zakwalifikowała się
- 1989: Nie zakwalifikowała się
- 1991: Nie zakwalifikowała się
- 1993: Nie brała udziału
- 1995: Nie zakwalifikowała się
- 1997: Nie zakwalifikowała się
- 1999: Nie zakwalifikowała się
- 2001: Nie zakwalifikowała się
- 2003: Faza grupowa
- 2005: Nie zakwalifikowała się
- 2007: Nie zakwalifikowała się
- 2009: Nie zakwalifikowała się
- 2011: Nie zakwalifikowała się
- 2013: Nie zakwalifikowała się
- 2015: Nie zakwalifikowała się

## Występy wmistrzostwach Afryki
- 1995: Nie zakwalifikowała się
- 1997: Nie zakwalifikowała się
- 1999: 4. miejsce
- 2001: Faza grupowa
- 2003: 1. miejsce
- 2005: Nie zakwalifikowała się
- 2007: Nie zakwalifikowała się
- 2009: Faza grupowa
- 2011: Nie zakwalifikowała się
- 2013: Nie zakwalifikowała się
- 2015: Faza grupowa